# 밀도
밀도 (密度, Density, 기호 - 그리스어: ρ)는 단위 부피 당 질량을 나타내는 값이다. 부피가 일정할 때, 한 물체의 밀도가 클수록 그 물체의 질량은 크다. 한 물체의 평균 밀도는 그 전체 질량을 그 전체 부피로 나눈 것과 같다. 더 조밀한 물체(철과 같은)는 같은 질량의 덜 조밀한 물질(물과 같은)보다 부피가 적을 것이다.
밀도의 SI단위는 킬로그램 매 세제곱미터 (kg/m3)
{\displaystyle \rho ={\frac {m}{V}}}
여기서
ρ는 물체의 밀도 (킬로그램 매 세제곱미터)
m는 물체의 전체 질량 (킬로그램)
V는 물체의 전체 부피 (세제곱미터)

## 밀도 단위
밀도의 SI 단위는 다음과 같다:
- {\displaystyle kg/m^{3}(1kg/m^{3}={1kg \over 1m^{3}}={1000g \over 1000000cm^{3}}={1g \over 1000cm^{3}}=0.001g/cm^{3})}
- {\displaystyle g/cm^{3}(1g/cm^{3}={1g \over 1cm^{3}}={0.001kg \over 0.000001m^{3}}={1000kg \over 1m^{3}}=1000kg/m^{3})}

## 밀도의 변화
보통 밀도는 압력이나 온도가 바뀜에 따라 바뀐다. 압력이 증가하면 무조건 물질의 밀도가 증가한다. 온도가 증가하면 보통 밀도가 낮아지지만, 어느 정도 예외가 존재한다. 이를테면 물의 밀도는 녹는점 0 °C에서 4 °C 사이에서 증가하며, 비슷한 모습이 낮은 온도의 규소에서 발견된다. 일반적으로, 고체 > 액체 > 기체 순으로 밀도가 크다. 그러나 물은 액체 > 고체 > 기체 순으로 밀도가 크다.
일반적으로 고체 상태의 물질은 분자들이 매우 빽빽하게 모여 있는 상태이므로 밀도가 크다. 액체 상태의 물질은 고체 상태에 비해 분자간의 거리가 멀기 때문에 좀 더 큰 부피를 차지하고, 고체보다 작은 밀도를 갖는다. 기체 상태의 물질은 분자간의 거리가 매우 멀어 같은 수의 분자에 대해 차지하는 부피가 고체나 액체에 비해 훨씬 크다. 그래서 밀도가 매우 작은 편이다.
액체와 고체의 밀도에 대한 압력과 온도의 영향은 크지 않다. 액체나 고체의 일반적인 압축률은 10−6 바−1 (1 바=0.1 MPa)이며, 일반적인 열 팽창은 10−5 K−1이다.
대조적으로, 기체의 밀도는 압력에 크게 영향을 받는다. 보일의 법칙은 이상 기체의 밀도가 다음에 따라 주어진다고 말한다.
{\displaystyle \rho ={\frac {MP}{RT}}}
여기서 {\displaystyle R}은 일반 기체 상수, {\displaystyle P}는 압력, {\displaystyle M}은 질량, 그리고 {\displaystyle T}는 절대 온도이다.
이는 300 K와 1 바의 밀도가, 압력이 2 바로 증가되거나 온도가 150 K로 낮아짐에 따라 두 배가 된다는 것을 뜻한다.

## 물의 밀도
| 온도  | 온도  | 밀도 (1 atm) | 밀도 (1 atm) |
| °C    | °F    | kg/m³        | D(kg/L)      |
| ----- | ----- | ------------ | ------------ |
| 0.0   | 32.0  | 999.8425     | 0.9998425    |
| 4.0   | 39.2  | 999.9750     | 0.9999750    |
| 15.0  | 59.0  | 999.1026     | 0.9991026    |
| 20.0  | 68.0  | 998.2071     | 0.9982071    |
| 25.0  | 77.0  | 997.0479     | 0.9970479    |
| 37.0  | 98.6  | 993.3316     | 0.9933316    |
| 50.0  | 122.0 | 988.0400     | 0.9880400    |
| 100.0 | 212.0 | 958.3665     | 0.9583665    |

물은 0 °C~4 °C에서 육각형 구조를 일부 유지하므로, 온도가 올라가면 수소 결합의 일부가 끊어져 빈 공간을 채우기 때문에 부피가 감소하므로 밀도는 증가한다. 4 °C 이상에서는 물 분자의 운동이 활발해져 육각형 구조가 거의 파괴되고 부피가 증가하므로 밀도는 감소한다. 얼음은 수소 결합에 의해 빈 공간이 많은 육각형 구조를 가지고 따라서 물보다 부피가 크다. 그러나 밀도는 부피가 감소함에 따라 온도와 활동성이 감소하므로
얼음이 녹아 물이 될 때에는 수소 결합의 일부가 끊어져 빈 공간을 채우므로 부피가 감소한다.

## 액체와 고체의 분자 부피

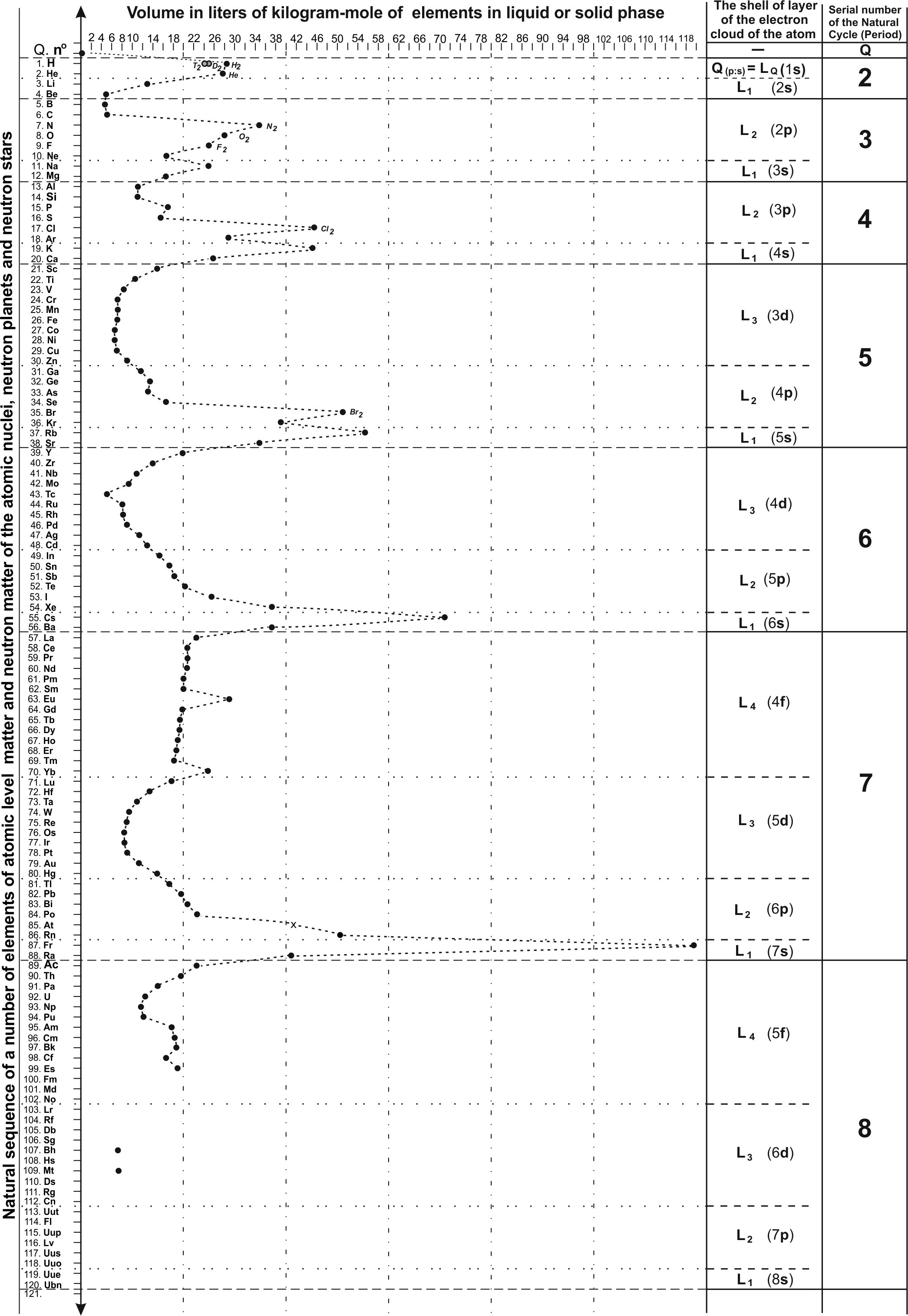
액체와 고체의 분자 부피

## 대기의 밀도
| T (°C) | ρ (kg/m³, 1 atm) |
| ------ | ---------------- |
| –10    | 1.342            |
| –5     | 1.316            |
| 0      | 1.293            |
| 5      | 1.269            |
| 10     | 1.247            |
| 15     | 1.225            |
| 20     | 1.204            |
| 25     | 1.184            |
| 30     | 1.164            |

## 서적
- Fundamentals of Aerodynamics Second Edition, McGraw-Hill, John D. Anderson, Jr.
- Fundamentals of Fluid Mechanics Wiley, B.R. Munson, D.F. Young & T.H. Okishi
- Introduction to Fluid Mechanics Fourth Edition, Wiley, SI Version, R.W. Fox & A.T. McDonald
- Thermodynamics: An Engineering Approach Second Edition, McGraw-Hill, International Edition, Y.A. Cengel & M.A. Boles

## 같이 보기
- 에너지 밀도
- 표준 온도 압력
- 비중